# Gayton (Norfolk)
Pour les articles homonymes, voir Gayton.
Gayton est une paroisse civile et un village du Norfolk, en Angleterre.